# Copa Intercontinental de 1966
A Copa Intercontinental de 1966 foi a sétima edição do torneio, um evento que confrontou em duas partidas o campeão da Taça dos Campeões Europeus e o da Libertadores.
O campeão foi o Peñarol do Uruguai, que obteve seu segundo título desta competição ao superar o Real Madrid da Espanha.
O site do Peñarol a cita como o segundo título mundial da equipe. Em 27 de outubro de 2017, após uma reunião realizada na Índia, o Conselho da FIFA reconheceu os vencedores da Copa Intercontinental como campeões mundiais.

## História
Nessa edição, houve uma disputa entre os mesmos clubes da primeira Copa Intercontinental.
O Real Madrid era o maior campeão da Liga dos Campeões da UEFA e queria manter a vitória sobre o clube uruguaio. Este queria revanche pela goleada de 5–1 recebida em 1960.
O clube espanhol acabara de sair de uma vitória apertada com o Partizan Belgrado — primeiro clube iugoslavo a chegar em uma final da Liga dos Campeões. Por outro lado, o Peñarol, apesar de perder um jogo de 3–2 para o River Plate, havia ganho os outros dois tranquilamente por 2–0 e 4–2, respectivamente.

### A decisão
O primeiro jogo foi disputado no Estádio Centenário. O Peñarol venceu com dois gol de Spencer. A segunda partida foi realizada no Estádio Santiago Bernabeu, lotado com mais de 50 mil torcedores. O Peñarol não sentiu a pressão e novamente venceu por 2 a 0.

## Participantes
| Confederação | Equipe      | Classificação                                           | Participação |
| ------------ | ----------- | ------------------------------------------------------- | ------------ |
| CONMEBOL     | Peñarol     | Campeão da Copa Libertadores da América de 1966         | 3ª           |
| UEFA         | Real Madrid | Campeão da Taça dos Clubes Campeões Europeus de 1965–66 | 2ª           |

## Chaveamento
|  | A Classificação[NOTA] | A Classificação[NOTA] | A Classificação[NOTA] | A Classificação[NOTA] |   |             | Copa Intercontinental 1966 | Copa Intercontinental 1966 | Copa Intercontinental 1966 | Copa Intercontinental 1966 |
|  |                       |                       |                       |                       |   |             |                            |                            |                            |                            |
|  | Real Madrid           | 2                     | –                     | –                     |   |             |                            |                            |                            |                            |
|  | Partizan              | 1                     | –                     | –                     |   |             |                            |                            |                            |                            |
|  | Partizan              | 1                     | –                     | –                     |   | Real Madrid | 0                          | 0                          | –                          |                            |
|  |                       |                       |                       |                       |   | Real Madrid | 0                          | 0                          | –                          |                            |
|  |                       | Peñarol               | 2                     | 2                     | – |             |                            |                            |                            |                            |
|  | Peñarol               | Peñarol               | 2                     | 2                     | – | 2           | 2                          | 4                          |                            |                            |
|  | Peñarol               |                       |                       |                       |   | 2           | 2                          | 4                          |                            |                            |
|  | River Plate           | 0                     | 3                     | 2                     |   |             |                            |                            |                            |                            |

Notas
- NOTA^  Essas partidas não foram realizadas pela Copa Intercontinental. Ambas as partidas foram realizadas pelas finais da Liga dos Campeões da Europa e Copa Libertadores da América daquele ano.

## Partidas

### Partida de ida
| 12 de outubro de 1966 | Peñarol          | 2 – 0 | Real Madrid | Centenário, Montevidéu (Uruguai)            |
| 16:00 (UTC-3)         | Spencer 39', 74' |       |             | Público: 58,324 Árbitro: CHI Claudio Vicuña |

| Peñarol | Real Madrid |

| PEÑAROL:      |    |              |
|               |    |              |
| G             | 1  | Mazurkiewicz |
| LD            | 2  | Juan Lezcano |
| Z             | 3  | Varela       |
| Z             | 5  | Forlán       |
| LE            | 6  | Gonçalves    |
| M             | 4  | González     |
| M             | 7  | Abbadie      |
| A             | 10 | Rocha        |
| A             | 9  | Spencer      |
| A             | 8  | Cortés       |
| A             | 11 | Joya         |
| Treinador:    |    |              |
| Roque Máspoli |    |              |

| REAL MADRID: |    |               |  |
|              |    |               |  |
| G            | 1  | Betancort     |  |
| LD           | 4  | Sanchís       |  |
| Z            | 3  | De Felipe     |  |
| Z            | 2  | Pachín        |  |
| LE           | 5  | Ruiz          |  |
| M            | 6  | Zoco          |  |
| M            | 9  | Pirri         |  |
| A            | 8  | Amaro         |  |
| A            | 7  | Serena        |  |
| A            | 10 | Velázquez     |  |
| A            | 11 | Manolín Bueno |  |
| Treinador:   |    |               |  |
| Miguel Muñoz |    |               |  |

### Partida de volta
| 26 de outubro de 1966 | Real Madrid | 0 – 2 | Peñarol                       | Santiago Bernabéu, Madrid (Espanha)            |
| 20:30 (UTC+1)         |             |       | Rocha 28' (pen) · Spencer 37' | Público: 71,063 Árbitro: ITA Concetto Lo Bello |

|  | Real Madrid | Peñarol |

| REAL MADRID: |  |           |
|              |  |           |
| G            |  | Betancort |
| LD           |  | Sanchís   |
| Z            |  | Calpe     |
| Z            |  | De Felipe |
| LE           |  | Zoco      |
| M            |  | Pirri     |
| M            |  | Amaro     |
| A            |  | Serena    |
| A            |  | Grosso    |
| A            |  | Velázquez |
| A            |  | Gento     |
| Treinador:   |  |           |
| Miguel Muñoz |  |           |

| PEÑAROL:      |  |              |
|               |  |              |
| G             |  | Mazurkiewicz |
| LD            |  | Juan Lezcano |
| Z             |  | Varela       |
| Z             |  | González     |
| LE            |  | Gonçalves    |
| M             |  | Caetano      |
| M             |  | Abbadie      |
| A             |  | Rocha        |
| A             |  | Spencer      |
| A             |  | Cortés       |
| A             |  | Joya         |
| Treinador:    |  |              |
| Roque Máspoli |  |              |

## Campeão
| Copa Intercontinental de 1966 |
| ----------------------------- |
| PEÑAROL (2° titulo)           |